# Postkarten-Modell
Postkarten-Modell ist ein deutscher Stummfilm von 1917 aus der Heinrich Bolten-Baeckers-Produktion mit Olga Desmond in der Titelrolle und Leo Peukert als liebestoller Schuster in der männlichen Hauptrolle.

## Handlung
Der mit seiner Frau Emma verheiratete Schuhmacher Fritz Feise lebt mehr schlecht als recht von den Einkünften seiner Reparaturwerkstatt. Irgendwann hat er die Nase voll, nimmt Gattin nebst den beiden Kindern, und zieht in die nächste Residenzstadt in der Hoffnung auf ein besseres Leben. Dort findet er zunächst eine Einstellung als Portier und eröffnet außerdem einen kleinen Laden. Auf der Suche nach einer eigenen Wohnung tauchen eines Tages die junge Polin Wanda und ihre Tante, Frau Richter, auf. Während Emma Feise Frau Richter herumführt, beginnt Wanda dem früheren Schuster gehörig den Kopf zu verdrehen. Fritz Feise ist derart angetan von der jungen Frau, die nun im Haus seine Untermieterin geworden ist, dass er ihr für umsonst ein wunderbares Paar Schuhe anfertigt. Bei einem anstehenden Maskenball will Wanda die neuen Schuhe unbedingt einweihen und nimmt sich den auf Freiersfüßen wandelnden Fritz als Begleiter.
Während der verliebte Schuster sich vor Ort zunächst köstlich amüsiert, bleibt seine Gattin Emma allein zurück und bläst Trübsal … bis der Hausbesitzer auftaucht, ihr den Lebenswandel ihres lustwandelnden Gatten vorhält und im Übrigen mit ihr anzubandeln versucht. Als Emma die Avancen des Hausbesitzers zurückweist, droht dieser gleich mit Pfändung, sollten die Feises irgendwann einmal mit der Mietzahlung in Rückstand geraten. Dies könnte schneller geschehen als ihr lieb ist, denn Emma muss mit Schrecken feststellen, dass ihr sorgloser Ehemann 100 Mark der Haushaltskasse entnommen hat, um sich auf dem Fest mit Wanda zu vergnügen. Das Vergnügen ist aber bald sehr einseitig auf Wandas Seite. Die wird auf der Festivität umworben, muss nichts zahlen und gewinnt sogar einen Schönheitspreis. Feise hingegen zahlt und zahlt und wird zu schlechter Letzt auch noch aus dem Lokal geworfen. Draußen vor der Tür wartet der kleine Schuhmacher solange, bis Wanda endlich heraustritt, allerdings in Begleitung eines neuen Galan. Als sich Fritz Feise vor diesem aufbaut, erhält er erst einmal eine ordentliche Tracht Prügel. Schließlich landet der düpierte Liebesgockel im Krankenhaus.
Für Wanda geht es nur noch aufwärts. Ihre neue Bekanntschaft vermittelt ihr einen Auftrag, für einen Postkartenverlag Modell zu stehen. Die ersten Abzüge präsentiert Frau Richter stolz Frau Feise. Töchterchen Feise entdeckt sie in der Werkstatt ihres Vaters und nimmt diese mit, als es zum Krankenbesuch ins Hospital geht. Fritz Feise ist noch immer schwer angeschlagen und sieht nun angesichts der Postkarten mit Wanda selbige als laszive Tänzerin an, die symbolisch die Jahreszeiten Herbst und Winter verkörpert. Nun scheint er vollkommen neben sich zu stehen. Kaum wieder entlassen, eilt der kleine Schuster sogleich zu der von ihm angebeteten Wanda. Die ist im Laufe seiner längeren Abwesenheit eine Lebedame geworden, die sich von betuchten Gönnern aushalten lässt. Wanda erkennt ihn, als er vor ihr steht, nicht mehr und fährt Feise mit einem Pferdegespann über den Haufen. Derangiert auf der Straße liegend, findet ihn sein Lehrjunge Emil und bringt den zur Vernunft gekommenen Schuster zurück zu seiner Frau, die ihm großmütig verzeiht.

## Produktionsnotizen
Postkarten-Modell entstand im Frühjahr 1917, passierte die Zensur im April desselben Jahres und wurde wenige Wochen später uraufgeführt. Der Fünfakter besaß eine Länge von 1422 Meter.
Das Filmehepaar Leo Peukert und Sabine Impekoven war auch in Wirklichkeit miteinander verheiratet.

## Kritik
In Wiens Neue Kino-Rundschau heißt es: „Inszenierung und Fotografie haben den gleichen Anteil an dem erzielten Erfolge. (…) Von poetischer Schönheit waren jene Bilder, in welchen die kranke Phantasie des Schumachers das ‚‘Postkartenmodell‘ den ‚Herbst‘ und den ‚Winter‘ im Tanz erstehen läßt. Olga Desmond führte diese Tänze mit viel Anmut und unendlicher Grazie aus.“